# Arrondissement de Höxter

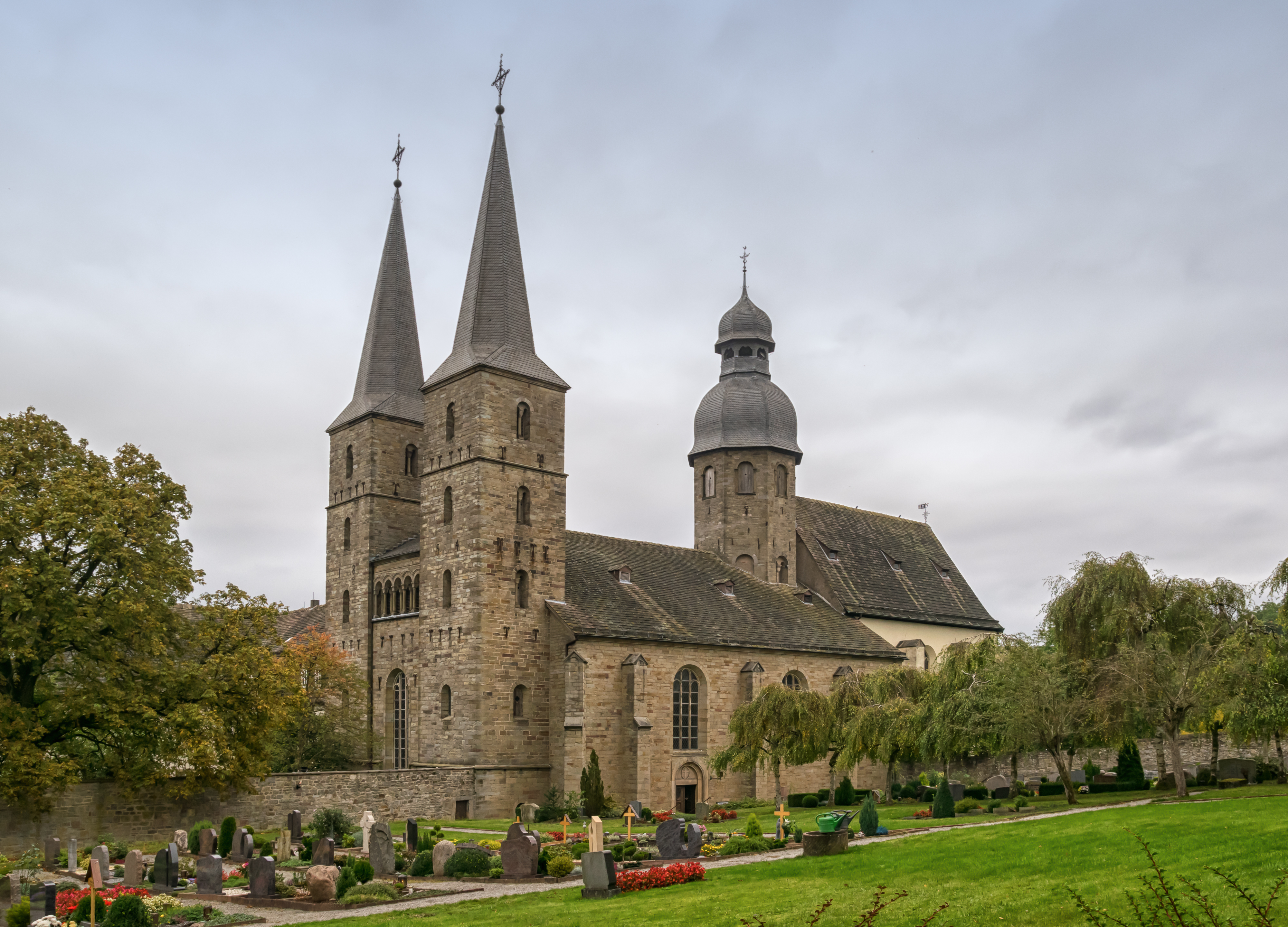
Abbaye de Marienmünster.

L'arrondissement de Höxter, en allemand Kreis Höxter, est une division administrative allemande, située dans le land de Rhénanie-du-Nord-Westphalie.

## Situation géographique
L'arrondissement est situé au sud-est du Land de Rhénanie-du-Nord-Westphalie, entre la montagne du Eggegebirge et les rivières de la Weser et de la Diemel. Il a des limites avec les arrondissements de Haut-Sauerland, Paderborn, Lippe, Holzminden, Kassel et Waldeck-Frankenberg.

## Histoire
L'arrondissement fut créé le 1er janvier 1975 par loi du 5 novembre 1974, en fusionnant les anciens arrondissements de Höxter et de Warburg.

## Communes
L'arrondissement compte 10 communes, toutes 10 villes (30 juin 2005) :
1. Bad Driburg, ville (19 519 hab.) ;
2. Beverungen, ville (14 976 hab.) ;
3. Borgentreich, ville (9 636 hab.) ;
4. Brakel, ville (17 652 hab.) ;
5. Höxter, ville (32 662 hab.) ;
6. Marienmünster, ville (5 494 hab.) ;
7. Nieheim, ville (7 026 hab.) ;
8. Steinheim, ville (13 762 hab.) ;
9. Warburg, ville (24 339 hab.) ;
10. Willebadessen, ville (8 848 hab.).

## Politique

### Élections du préfet (Landrat)
|       | Scrutin du 12 septembre 1999 | Scrutin du 12 septembre 1999 | Scrutin du 12 septembre 1999 | Scrutin du 26 septembre 2004 | Scrutin du 26 septembre 2004 | Scrutin du 26 septembre 2004 | Scrutin du 30 août 2009 | Scrutin du 30 août 2009 | Scrutin du 30 août 2009 |
| Parti | Candidat                     | Votes                        | %                            | Candidat                     | Votes                        | %                            | Candidat                | Votes                   | %                       |
| ----- | ---------------------------- | ---------------------------- | ---------------------------- | ---------------------------- | ---------------------------- | ---------------------------- | ----------------------- | ----------------------- | ----------------------- |
| CDU   | Hubertus Backhaus            | 56 604                       | 72,9 %                       | Hubertus Backhaus            | 50 232                       | 60,7 %                       | Friedhelm Spieker       | 41 721                  | 59,2 %                  |
| SPD   | Andreas Suermann             | 18 061                       | 23,3 %                       | Andreas Suermann             | 17 898                       | 24,8 %                       | Andreas Suermann        | 18 139                  | 25,7 %                  |
| Grüne | Bernd Zymner                 | 2 943                        | 3,8 %                        |                              |                              |                              | Gisbert Bläsing         | 5 147                   | 7,3 %                   |
| FDP   |                              |                              |                              | Hans Jürgen Zurbrüggen       | 3 946                        | 5,5 %                        | Hans Jürgen Zurbrüggen  | 5 468                   | 7,8 %                   |

### Élections du conseil (Kreistag)

2009

|           | Scrutin du 12 sept. 1999 | Scrutin du 12 sept. 1999 | Scrutin du 12 sept. 1999 | Scrutin du 26 sept. 2004 | Scrutin du 26 sept. 2004 | Scrutin du 26 sept. 2004 | Scrutin du 30 août 2009 | Scrutin du 30 août 2009 | Scrutin du 30 août 2009 |
| Parti     | Votes                    | %                        | Sièges                   | Votes                    | %                        | Sièges                   | Votes                   | %                       | Sièges                  |
| --------- | ------------------------ | ------------------------ | ------------------------ | ------------------------ | ------------------------ | ------------------------ | ----------------------- | ----------------------- | ----------------------- |
| CDU       | ??,???                   | 58,8 %                   | 28                       | 40 747                   | 56,6 %                   | 24                       | 34 839                  | 49,3 %                  | 21                      |
| SPD       | ??,???                   | 26,4 %                   | 13                       | 16 266                   | 22,6 %                   | 10                       | 16 410                  | 23,2 %                  | 10                      |
| Grüne     | ?,???                    | 7,6 %                    | 2                        | 5 543                    | 7,7 %                    | 3                        | 6 099                   | 8,6 %                   | 4                       |
| UWG/CWG   | ?,???                    | 6,2 %                    | 3                        | 5 332                    | 7,4 %                    | 3                        | 5 385                   | 7,6 %                   | 3                       |
| FDP       | ?,???                    | 3,4 %                    | 2                        | 4 051                    | 5,6 %                    | 2                        | 5 685                   | 8,0 %                   | 3                       |
| Die Linke |                          |                          |                          |                          |                          |                          | 2 211                   | 3,1 %                   | 1                       |
| Autres    | ?,???                    | 1,7 %                    | -                        | -                        | - %                      | -                        | -                       | -                       | -                       |

## Juridiction

### Juridictions ordinaires
- Cour d'appel (Oberlandesgericht) de Hamm :
  - Tribunal régional (Landgericht) de Paderborn :
    - Tribunal cantonal (Amtsgericht) de Brakel: Bad Driburg, Brakel, Nieheim, Steinheim ;
    - Tribunal cantonal de Höxter: Beverungen, Höxter, Marienmünster ;
    - Tribunal cantonal de Warburg: Borgentreich, Warburg, Willebadessen.

### Juridictions spéciales
- Tribunal supérieur du travail (Landesarbeitsgericht) de Hamm :
  - Tribunal du travail (Arbeitsgericht) de Paderborn ;
- Tribunal administratif (Verwaltungsgericht) de Minden ;
- Tribunal des affaires de Sécurité sociale (Sozialgericht) de Detmold.